# Villa Haas

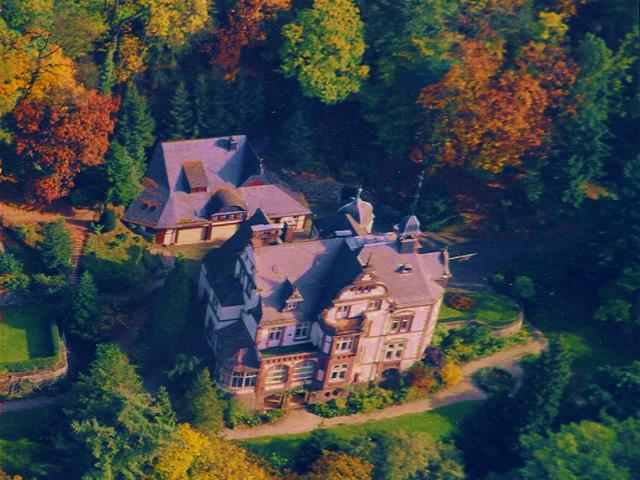
Luchtfoto van Villa Haas, oktober 2010

Villa Haas is een villa in het dorpje Sinn in Duitsland, grenzend aan het Westerwald en de rivier Dill. Sinn lag tot 1868 op de grens van het koninkrijk Pruisen en het Hertogdom Nassau. De historistische villa, het park en de omliggende straten "Hansastrasse / Rudolfstrasse" zijn monumenten vanwege hun historische en artistieke betekenis.

## Geschiedenis
Het landhuis, de bijgebouwen en de tuin zijn in 1892 ontworpen door architect Ludwig Hofmann (Herborn, 1862–1933), in opdracht van Rudolf Haas, eigenaar van het tegenoverliggende "Neuhoffnungshütte". Haas was medeoprichter van de vereniging 'Eisenhüttenleute' (later staalvereniging VDEh) en lid van de  vooraanstaande Vereniging voor Natuurkunde in Nassau. Familie Haas stamt uit het plaatsje Dillenburg, de voormalige residentie van het huis Nassau. De familie bezat verscheidene be- en verwerkende staal bedrijven, zoals walsbedrijven en een hoefijzerfabriek. Staal uit Nassau was in de Pruisische tijd een belangrijk exportproduct en van groot economisch belang. Dr. Klaus F. Müller kocht in 1978 de villa met park en gebruikte delen van de villa als tandartspraktijk, laboratorium en onderwijsruimte.

## Bouwstijl
Tot de stijlelementen van het grote (twee verdiepingen tellende) pand behoren rijk bewerkte stenen formaties over de kelderverdieping, met zandsteen omlijste ramen en gevelmotieven in Duitse renaissance-stijl. Het dak en de gevelformaties met klokkentoren maken een schilderachtige indruk, wat wordt versterkt door de hoge toren met dakhelm (het mijnbouwsymbool) het glas-in-loodwerk en de gedetailleerd vormgegeven gevels. Andere waardevolle stijlcomponenten zijn een klein paviljoen (theehuis) en de smeedijzeren hoofdpoort.

## Interieur
Bijzonder zijn de plafonds, wandpanelen en glas-in-loodramen met motieven van de Rijnromantiek en de `jugendstil`. Daarnaast zijn er drie open haarden in de stijl van de neorenaissance en de stijl van Louis Philippe. Dominant is het monumentale schilderij van Frans Snyders „Vechtende honden en beren“ in de toren van het trappenhuis. Een kopie hiervan bevindt zich op Kasteel Malberg (Eifelkreis Bitburg-Prüm). 

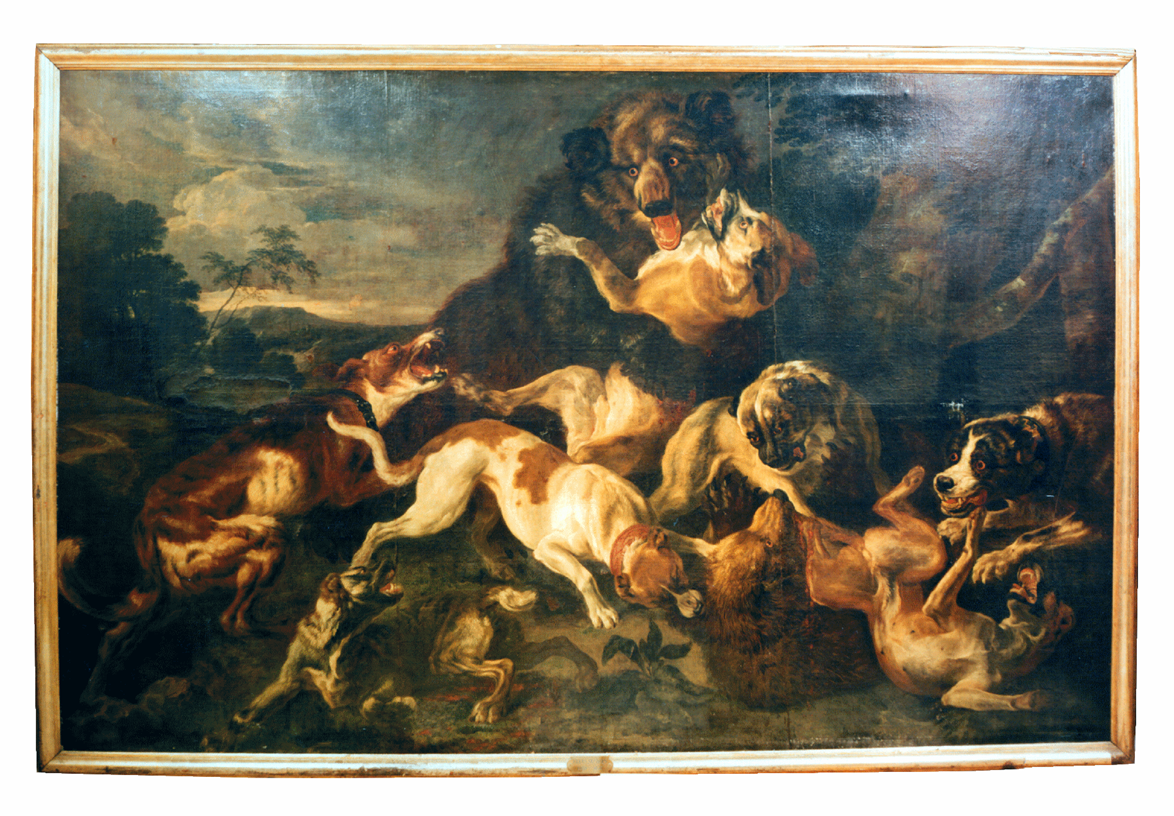
„Vechtende honden en beren“

## Tuinen
De als monument beschermde tuin bevat naast zeldzame kruiden, struiken en bomen, ook veel stijlelementen van een historisch park, zoals de ruïne met ijskelder, de grot, de arcades, de vijver, het rondell, de fonteinen, de tuinbeelden, etc. Het Chinese theehuis, dat vroeger lag aan de rivier de Dill, zou gebaseerd zijn op een plan van een Duitse koloniale officier in Tsingtao; bovenluitenant Retzlaff. 

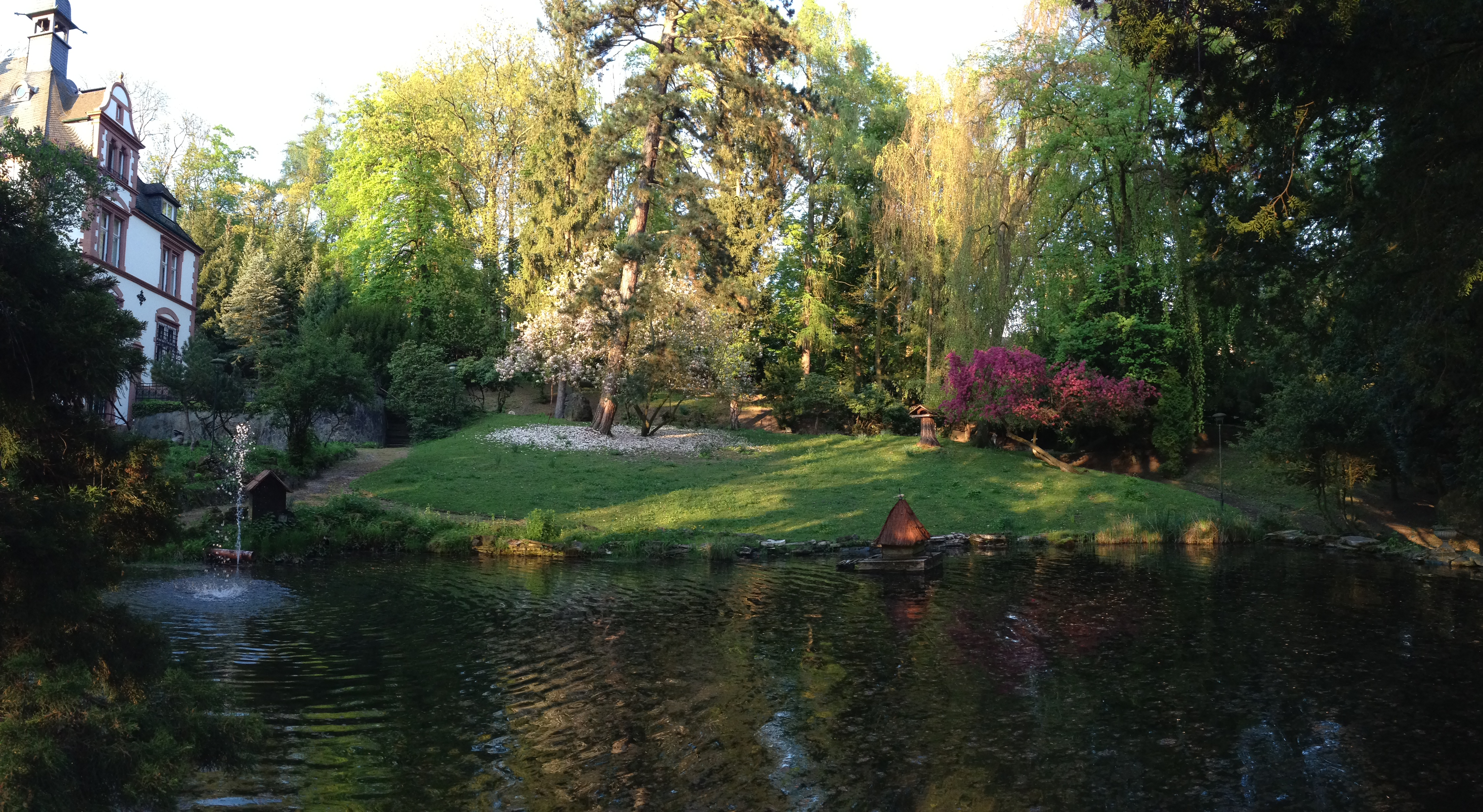
Park Villa Haas 2013

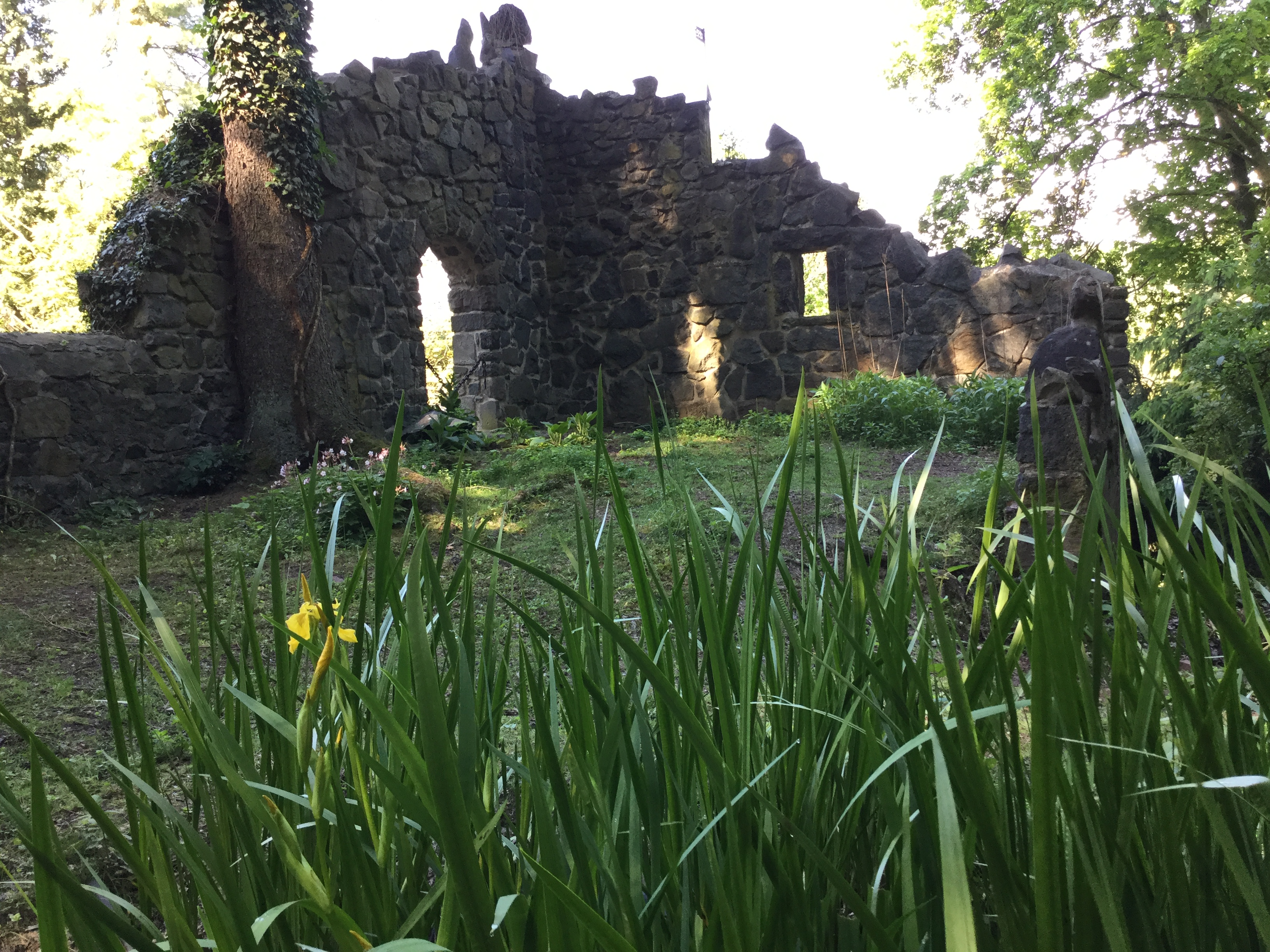
Ruine in de tuin van Villa Haas. Deze historische villa ligt in Sinn in Duitsland.

Het landhuis met park is een van de weinig behouden uitingen van het historisme en bevat meer dan honderd verschillende plantensoorten. Het complex maakt deel uit van het gebied Herborn (Hessen)/Beilstein/Hörre, waarvan de plantensoorten en hun standplaatsen in 1775 zijn beschreven door Johann Daniel Leers (Wunsiedel, 1724–1774) in zijn boek "Flora Herbornensis". Deze beschrijvingen zijn volgens de Duitse heemkundige en natuuronderzoker Karl Löber (1901-1982) van een ongeëvenaarde nauwkeurigheid en nog steeds goed bruikbaar als vergelijking" (citaat vertaald vanuit het Duits).